# Andrej Scheljaskow
Andrej Scheljaskow (bulgarisch Андрей Желязков; * 9. Juli 1952 in Radnevo, Oblast Stara Sagora) ist ein ehemaliger bulgarischer Fußballspieler.

## Karriere

### Vereine
Scheljaskow begann in seiner Heimatstadt bei PFC Minyor Radnevo mit dem Fußballspielen. 1969 rückte er in die erste Mannschaft im Seniorenbereich auf. Zwei Jahre später wechselte er zu Slawia Sofia. Mit diesem Klub wurde er in den folgenden Jahren zweimal bulgarischer Pokalsieger. 1980 wurde er zu Bulgariens Fußballer des Jahres gewählt.
Nach zehn Spielzeiten bei Slawia Sofia wechselte er zum ersten Mal ins Ausland zu Feyenoord Rotterdam. Dort gewann er 1984 an der Seite von Spielern wie Johan Cruyff und Ruud Gullit das Double aus Meisterschaft und Pokal, wobei er im Pokalfinale gegen Fortuna Sittard nicht eingesetzt wurde. Anschließend kehrte er für eine Spielzeit zu Slawia Sofia zurück. Sein zweiter Wechsel ins Ausland zu Racing Straßburg zur Saison 1985/86 endete mit dem Abstieg seiner Mannschaft aus der Division 1. Daraufhin schloss sich Scheljaskow dem belgischen Klub K. Beerschot VAV an. Ab 1988 spielte er ein drittes Mal für Slawia Sofia, wo er am Ende der Saison 1988/89 seine Spielerkarriere beendete.

### Nationalmannschaft
In der bulgarischen Nationalmannschaft debütierte Scheljaskow am 29. Dezember 1974 beim 0:0 im Freundschaftsspiel gegen Italien.
Anlässlich der Fußball-Weltmeisterschaft 1986 in Mexiko wurde er in das bulgarische Aufgebot berufen. Er kam in den Vorrundenspielen gegen Italien und Südkorea als Einwechselspieler zum Einsatz. Bei der 0:2-Niederlage gegen Argentinien stand er über die volle Spielzeit auf dem Platz. Es war gleichzeitig sein letztes Länderspiel. Bulgarien qualifizierte sich als Tabellendritter nach der Gruppenphase für das Achtelfinale, wo die Mannschaft an Gastgeber Mexiko scheiterte.
Zwischen 1974 und 1986 bestritt Scheljaskow insgesamt 54 Länderspiele für Bulgarien, in denen er 14 Tore erzielte.

## Erfolge
- Bulgarischer Pokalsieger: 1975 und 1980
- Niederländischer Meister: 1984
- Niederländischer Pokalsieger: 1984

## Auszeichnungen
- Bulgariens Fußballer des Jahres 1980